# 北屯總站
北屯總站位於臺中市北屯區，為臺中捷運綠線（烏日文心北屯線）之捷運車站，車站編號103a，由於設於北屯機廠西側，因此取名作「總站」，本站於2021年3月25日重新試營運，同年4月25日正式通車。

## 歷史
- 2012年12月31日 - 工程開始[3]（pp. 4-5）。
- 2018年6月30日 - 公告站名[4]。
- 2020年
  - 11月16日 - 試營運（至12月15日4週內持IC卡免費）[5]。
  - 11月22日 - 出現列車半永久連接軸心斷裂問題，試營運中止[6]。
  - 12月19日 - 原訂正式營運日[5]。
- 2021年
  - 3月25日 - 重啟試營運（至4月23日的30日內持IC卡免費。4月24日休息）[7]。
  - 4月25日 - 正式營運[7]。

## 車站概要

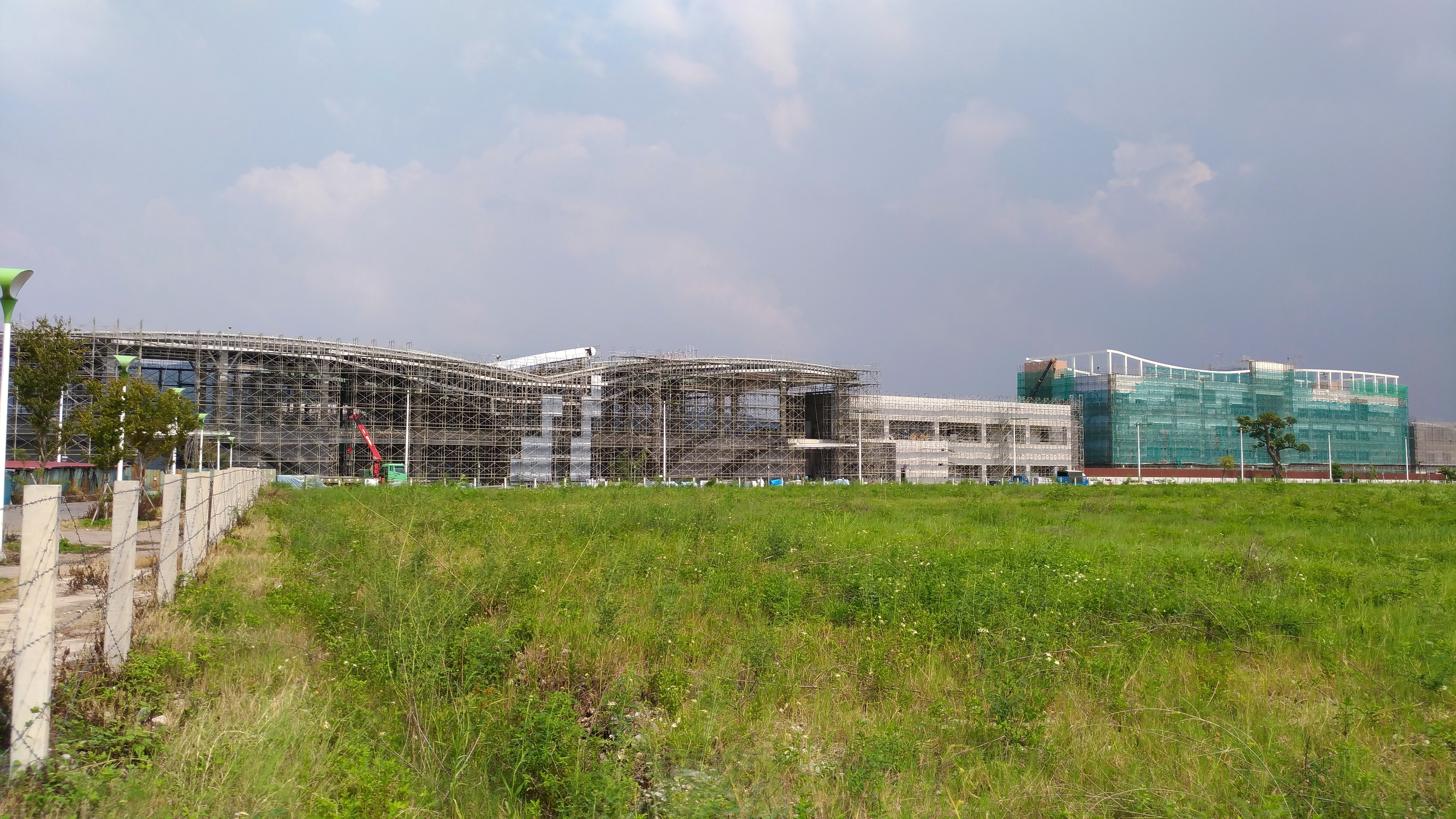
北屯總站在2017年9月時的工程狀態

車站位於敦富東街東側，近敦富九街（北屯機廠西側、好市多北台中店旁）；因延伸計畫將由103舊社站延伸至大坑，故車站編號為103a。

## 車站構造
地面車站，一座側式月台，於機廠西側設有出入口。

### 車站樓層
地面層為月台層，地上二樓為穿堂層。
| 地上 二樓          | 轉換層                             | 月台連絡天橋 |
| 地面               |                                    |              |
| 側式月台，右側開門 |                                    |              |
| ①號月台            | 終點站 旅客下車月台 不提供載客服務 |              |
| ②號月台            | 綠線 往高鐵台中站方向（舊社站）    |              |
| 側式月台，右側開門 |                                    |              |
| 穿堂層             | 出入口、服務台、驗票口、自動售票機 |              |

### 車站出口
- 3號出入口由於目前屬於未開放區域，因此一般民眾無法進出，僅提供捷運公司員工及洽公訪客使用。

| 出入口             | 圖片 | 位置                                                               |
| ------------------ | ---- | ------------------------------------------------------------------ |
| 出入口1            |      | 敦富東街，車站北側                                                 |
| 出入口2            |      | 敦富東街，車站南側(往好市多北台中店)                               |
| 出入口3 · 設有電梯 |      | 北屯機廠側（2樓空橋往北屯機廠，另外2樓空橋旁的電梯是往月台方向。） |
| 註： 設有電梯      |      |                                                                    |

## 利用狀況
北屯總站2022全年每日進出人次約829人次，在台中捷運系統中排名第16。
| 年   | 年間    | 年間    | 年間     | 單日平均 | 單日平均 |
| 年   | 進站    | 出站    | 進出站計 | 進站     | 進出站   |
| ---- | ------- | ------- | -------- | -------- | -------- |
| 2022 | 143,225 | 159,219 | 302,444  | 392      | 829      |

## 相片集

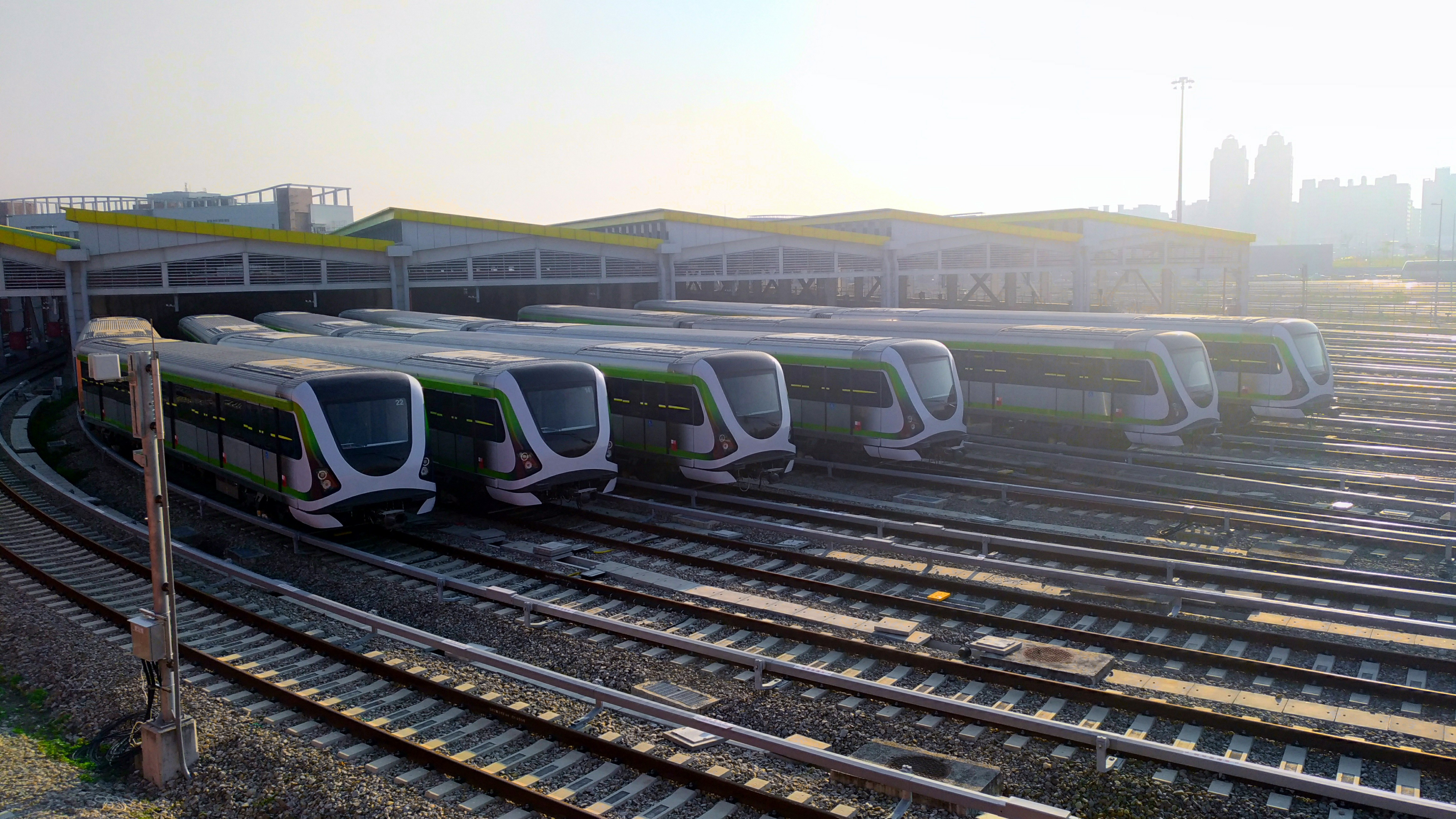
北屯機廠車棚與綠線捷運車廂
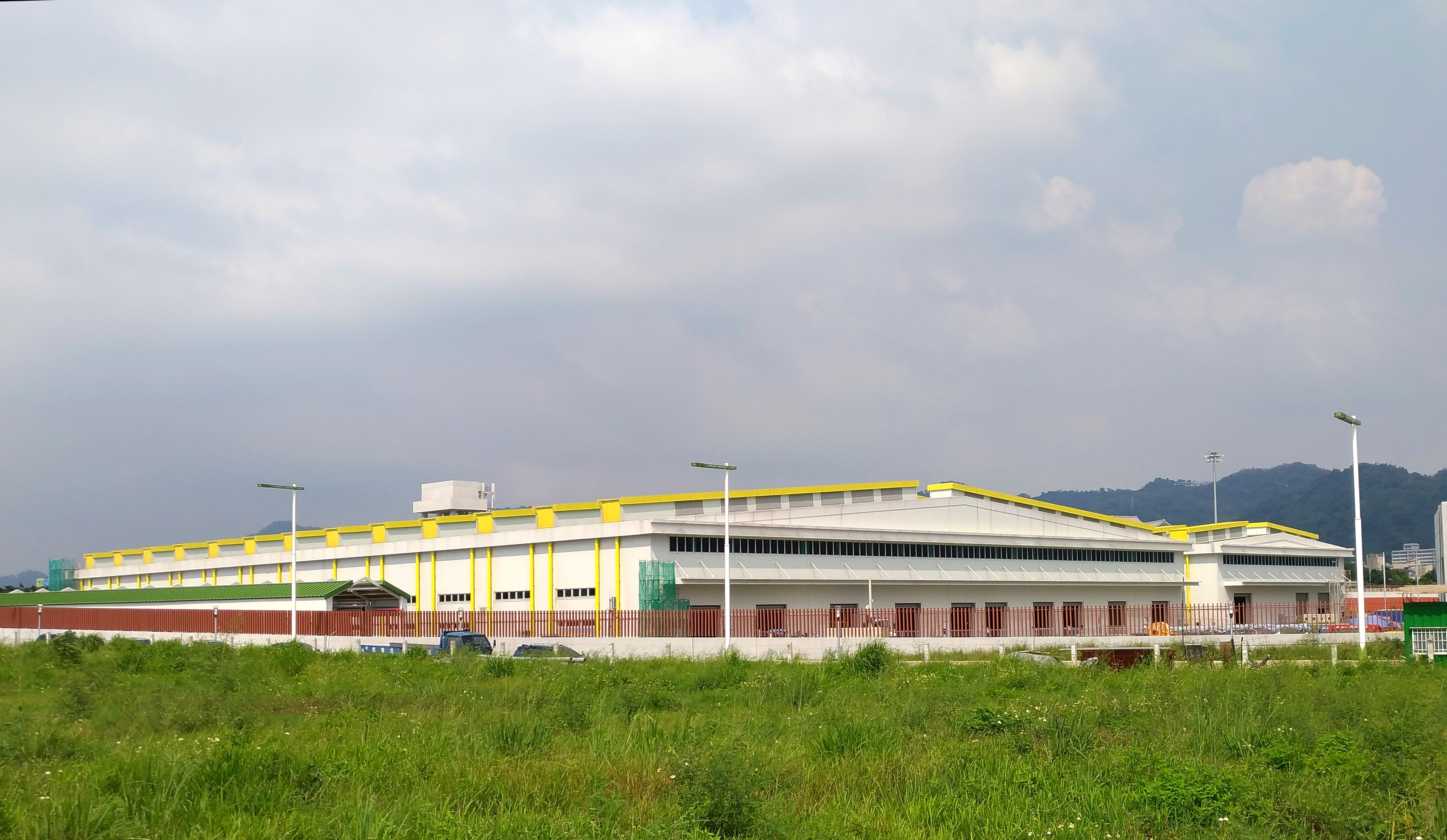
北屯機廠北側的主維修廠
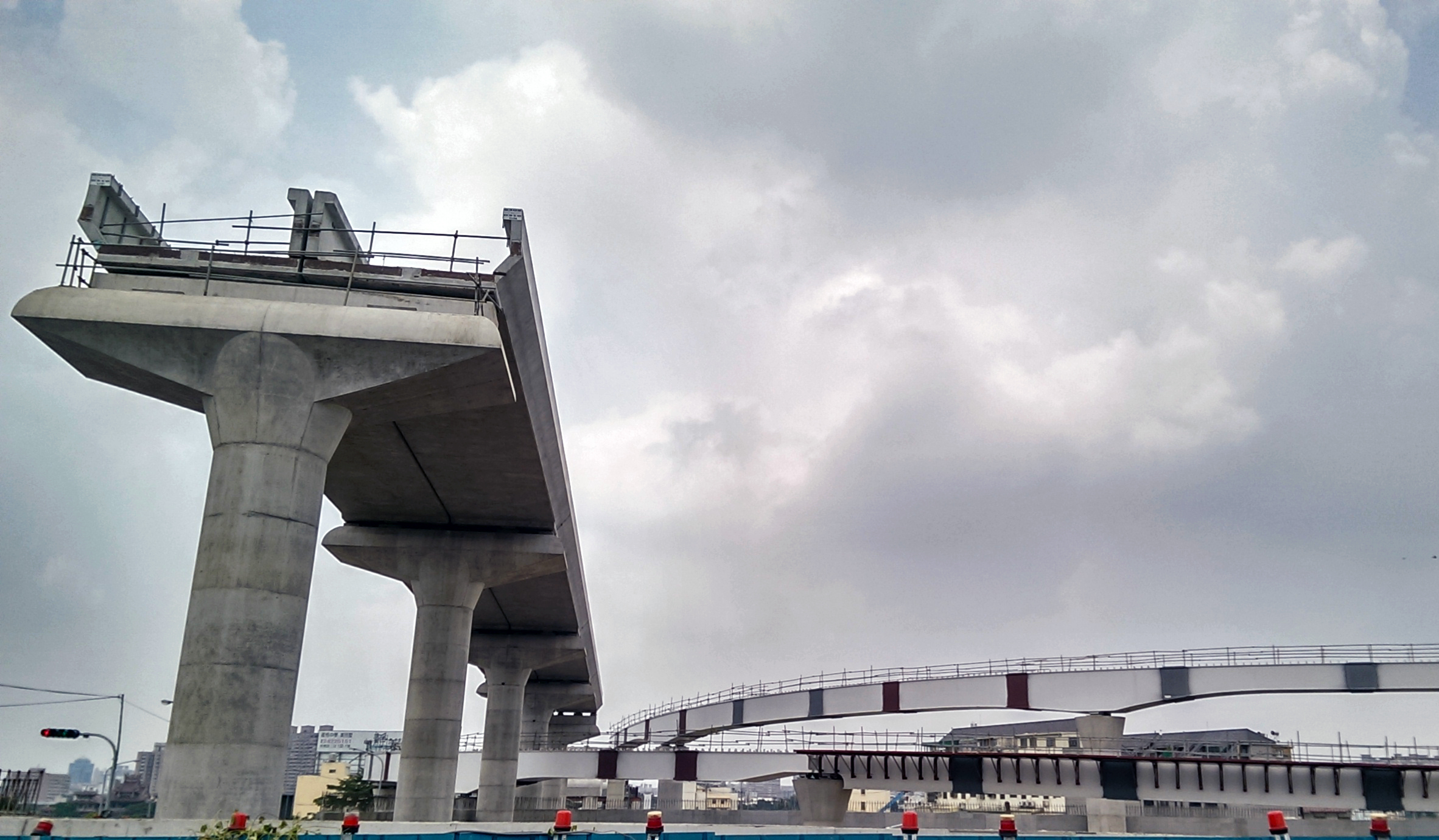
北屯機廠2014年8月工程情況
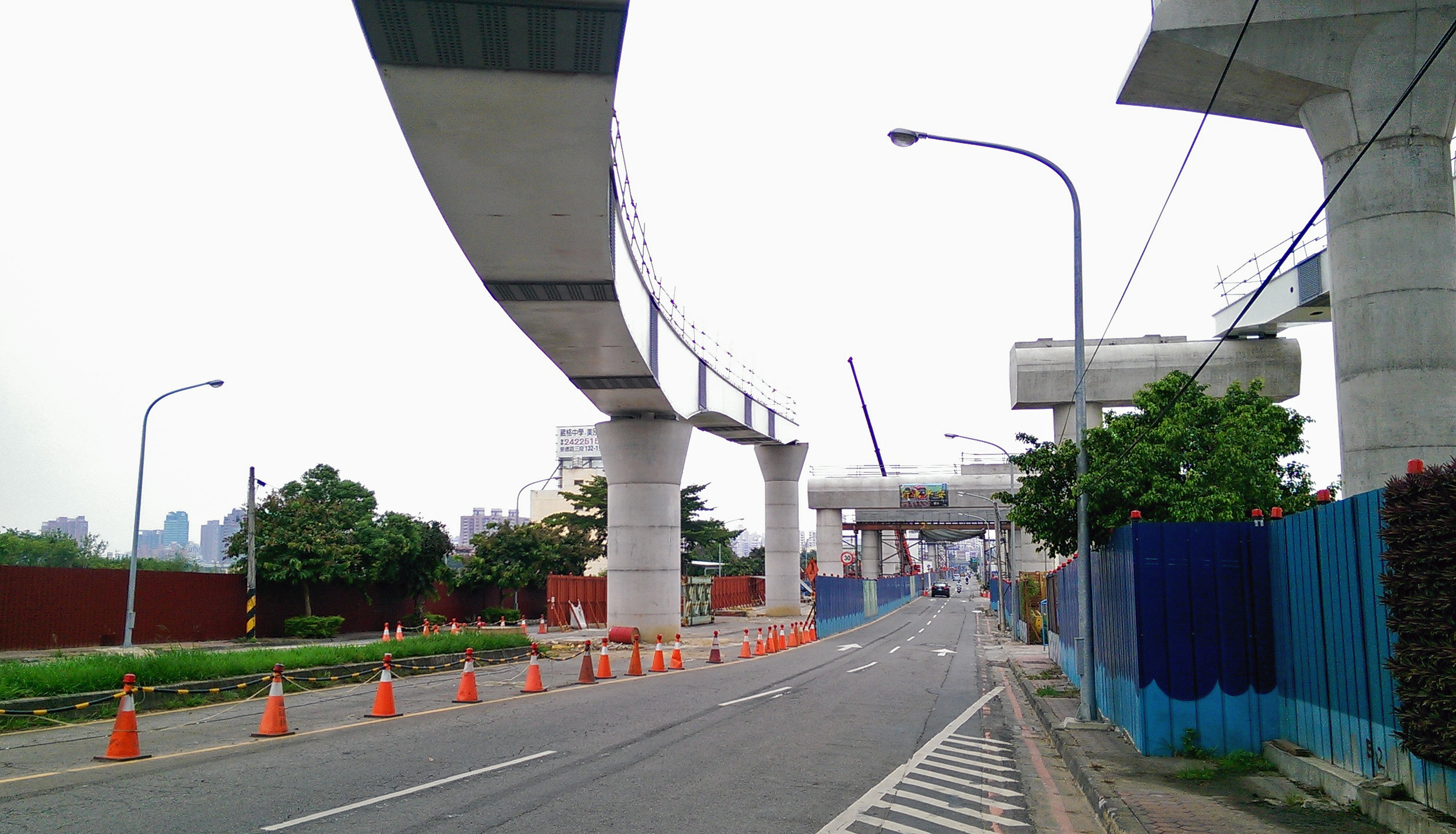
G0與G3站間的松竹路捷運工程

## 外部連結
- 臺中市捷運文心北屯線機廠及車站區段徵收工程
- 捷運綠線(公開)
- 北屯總站（台中捷運股份有限公司） （页面存档备份，存于）